# Nguyễn Phúc Phổ
Nguyễn Phúc Phổ (chữ Hán: 阮福普; 3 tháng 5 năm 1799 – 11 tháng 9 năm 1860), tước phong Điện Bàn Công (奠盤公), là một hoàng tử con vua Gia Long nhà Nguyễn trong lịch sử Việt Nam.

## Tiểu sử
Hoàng tử Phổ sinh ngày 29 tháng 3 (âm lịch) năm Kỷ Mùi (1799), là con trai thứ 8 của vua Gia Long, mẹ là Cung tần Nguyễn Thị Thụy (đọc trại thành Thoại) (không rõ lai lịch).
Năm Gia Long thứ 16 (1817), hoàng tử Phổ được phong làm Điện Bàn công (奠盤公).

### Thời Minh Mạng
Vua Minh Mạng rất quý các hoàng đệ, cứ 5 ngày một lần sai người đến các phủ của họ hỏi thăm, khi rỗi việc triều chính thì thỉnh thoảng đến chơi. Cuối năm Minh Mạng thứ nhất (1820), làm lễ tế Chạp, các hoàng đệ là Định Viễn công Bính, Diên Khánh công Tấn và Điện Bàn công Phổ đi tế thay.
Năm Minh Mạng thứ 7 (1826), Điện Bàn công Phổ tự tiện đặt càn nhiều chức quan, rồi đúc ấn tín riêng. Sau đó sự việc bị phát giác, ông đến cửa khuyết (cửa cung) để xin nhận tội. Vua phạt Phổ 3 năm bổng lộc, đồng thời dẹp bỏ hết thuộc binh của ông, và không cho phép ông vào chầu triều như trước. Vua còn dụ rằng: "Ngươi có tính ngu tối đến đỗi bị kẻ không ra người làm mê hoặc, nhiều việc làm càn, suýt nữa mắc vào tội lớn. Nghĩ tới chuyện ấy, khiến ta não lòng, tức giận không thôi. Sau này nếu cố sức mưu tính làm điều thiện, trẫm cũng lượng ra ơn cho. Nếu thói cũ, không chữa tất phải quyết đoán bằng nghĩa lớn. Nhất định không thể vì ngươi mà bẻ cong pháp luật được. Ngươi phải ngày đêm răn sợ xét mình, sớm hôm hối hận cải lỗi". Phó trưởng sử thuộc phủ đệ ấy là Nguyễn Văn Bảo giao xuống bộ Hình trị tội.
Tháng 11 (âm lịch) năm đó, vua cho phép Điện Bàn công được vào hầu. Lúc trước ông bị phạt bổng 3 năm, nay vua đổi làm 2 năm, khấu trừ vào bổng của 4 năm, mỗi năm cấp cho nửa bổng để chi dùng. Từ lúc đó, ông biết hối hận, không dám làm trái phép nữa. Duy chỉ có tính là ăn ở hay thiên lệch, tên đầy tớ nào mà ông yêu quý thì cứ tự ý cho không biết bao nhiêu của cải, mặc dù nhà túng thiếu cũng không tiếc gì.
Năm thứ 19 (1838), nhân dịp Điện Bàn công lên thọ 40, vua sai hoàng tử Miên Thẩm cùng với Hiệp lĩnh thị vệ là Võ Huy Dụng đem các phẩm vật trong kho ban cho.
Năm thứ 20 (1839), Hộ vệ ty là Tôn Thất Huy thường hay qua lại ở phủ đệ Điện Bàn công Phổ, nhưng ông không ngăn cấm. Theo lệ, các Tôn thất không được đến phủ riêng của các hoàng tử và vương công. Việc bị phát giác, Huy bị phạt 100 trượng, phát làm lính vệ Thủ hộ, Điện Bàn công bị đoạt 3 tháng lương.
Năm thứ 21 (1840), vua cho đúc các con thú bằng vàng để ban thưởng cho các hoàng thân anh em, các hoàng tử công và hoàng tử chưa được phong tước. Điện Bàn công Phổ được ban cho một con kỳ lân bằng vàng nặng 3 lạng 5 đồng cân.

### Thời Thiệu Trị
Năm Thiệu Trị thứ nhất (1841), vua xuống dụ miễn cho các thân công Kiến An, Định Viễn, Diên Khánh, Điện Bàn, Thường Tín, An Khánh và Từ Sơn, đều là hoàng thúc của vua, khỏi phải lạy ngày thường chầu, trừ khi triều hội và các điển lễ lớn.
Năm thứ 4 (1844), tế trời đất ở đàn Nam Giao. Lễ xong, vua thưởng cho hoàng thân và các quan văn võ kim tiền, ngân tiền theo thứ bậc. Các hoàng thúc của vua đều được ban thêm một đồng kim tiền lớn hạng nhất có chữ Long vân khế hội.
Cuối năm đó, biền binh vệ Tráng vũ tỉnh Thanh Hóa về Kinh luyện tập, Điện Bàn công Phổ nhân đó thuê làm việc riêng, Quản vệ Lê Đoàn chiều ý nghe theo. Lệ định, các công hầu nếu không được đặc chỉ thì không được phép sai khiến quan quân làm việc riêng, nếu xảy ra phải xử nghiêm. Điện Bàn công bị phạt bổng 5 năm. Lê Đoàn bị phát đi làm lính ở đồn Chàng Sơn.
Năm thứ 6 (1846), Điện Bàn công Phổ đánh mất ấn riêng, lại trình tấu gian dối. Vua sai Tôn nhân phủ và bộ Lại hội đồng nghị xử. Họ cho rằng Phổ là thân công, được chiếu cố theo Nghị thân trong bát nghị, nên xin giáng 10 cấp, phạt bổng 20 năm. Vua nghĩ: "Phổ vì nhỡ nghe bọn bất chính dỗ dành, đến khi giao nghị, liền nhận tội ngay, không dám chối giấu, tình cũng nên tha, nên cho đổi làm giáng 4 cấp, chiết làm phạt bổng 8 năm".

### Thời Tự Đức
Năm Tự Đức thứ 13, Canh Thân (1860), ngày 26 tháng 7 (âm lịch), Điện Bàn công Phổ mất, thọ 62 tuổi. Vua cho nghỉ chầu 3 ngày để tưởng nhớ ông, ban thụy là Cung Đốc (恭篤), cho nhiều gấm đoạn và tiền của để lo việc tang ma. Mộ của ông được táng tại làng An Ninh (nay thuộc Hương Trà, thành phố Huế), còn phủ thờ dựng ở Thần Phủ, sau dời về chùa Thiên Thai ở Dương Xuân.

## Gia quyến
Điện Bàn công Phổ có 6 con trai và 3 con gái. Hai người con trai của ông được biết đến là công tử trưởng Tín Kiên và công tử thứ Tín Phác. Công tử Tín Kiên vốn có tật, nên không được ân phong vào năm Thiệu Trị thứ 3 (1843).